# Choi Da-bin
Choi Da-bin (Koreaans: 최다빈; Seoel, 19 januari 2000) is een Zuid-Koreaans kunstschaatsster. Ze vertegenwoordigde haar vaderland op de Olympische Winterspelen 2018 in Pyeongchang. In 2017 won Choi goud bij de Aziatische Winterspelen.

## Biografie
Choi begon in 2004 met kunstschaatsen. Nooit stond ze op het hoogste podium bij de nationale kampioenschappen (zowel bij de junioren als de senioren), maar ze nam wel deel aan twee edities van de WK voor junioren. In 2014 werd ze zesde en in 2015 negende. Daarnaast kwalificeerde ze zich drie keer voor de WK en de 4CK. Hoewel ze in 2017 bij de NK slechts als vierde was geëindigd mocht ze, naast de 4CK, door blessures bij Park So-youn (Aziatische Winterspelen) en Kim Na-hyun (WK) toch aan twee extra internationale wedstrijden deelnemen. Bij de Aziatische Spelen won ze verrassend de gouden medaille en dankzij haar tiende plaats bij de WK mochten er twee Zuid-Koreaanse kunstschaatssters naar de Olympische Winterspelen in eigen land.
Zij werd zelf ook afgevaardigd naar de Spelen in Pyeongchang. Hier werd ze zevende bij de vrouwen en negende met het team.

## Persoonlijke records
Behaald tijdens ISU wedstrijden. 
|                     | punten | datum      | toernooi |
| ------------------- | ------ | ---------- | -------- |
| Hoogste totaalscore | 199.26 | 23-02-2018 | OS       |
| Hoogste korte kür   | 067.77 | 21-02-2018 | OS       |
| Hoogste lange kür   | 131.49 | 23-02-2018 | OS       |

## Belangrijke resultaten
| Kampioenschap                | 10/11 | 11/12 | 12/13 | 13/14 | 14/15  | 15/16         | 16/17         | 17/18         | 18/19         | 19/20         |
| ---------------------------- | ----- | ----- | ----- | ----- | ------ | ------------- | ------------- | ------------- | ------------- | ------------- |
| Olympische Spelen            |       |       |       |       |        |               |               | 7e 9e (team)  |               |               |
| Wereldkampioenschap          |       |       |       |       |        | 14e           | 10e           | t.z.t.        |               |               |
| Viercontinentenkampioenschap |       |       |       |       |        | 8e            | 5e            | 4e            |               |               |
| Aziatische Spelen            |       |       |       |       |        |               | Goud          |               |               |               |
| Nationaal kampioenschap      |       | Brons | Brons | 4e    | Zilver | Zilver        | 4e            | Zilver        | t.z.t.        | t.z.t.        |
| WK junioren                  |       |       |       | 6e    | 9e     | geen deelname | geen deelname | geen deelname | geen deelname | geen deelname |
| NK junioren                  | 12e   |       |       |       |        | geen deelname | geen deelname | geen deelname | geen deelname | geen deelname |

t.z.t. = trok zich terug